# Hal Blaine
Harold Simon Belsky, conocido como Hal Blaine (Holyoke, Massachusetts; 5 de febrero de 1929-Palm Desert, California, 11 de marzo de 2019) fue un baterista y músico de sesión estadounidense.

## Biografía
Nació en el seno de una familia de origen judío en Holyoke, Massachusetts. En 1944, con 15 años, sobrevivió al incendio del Ringling Brothers and Barnum & Bailey Circus en Hartford, uno de los más recordados desastres de la historia americana que se cobró la vida de 169 personas, la mayoría niños.
Comenzó a tocar la batería profesionalmente en 1948 y a finales de los años 50 estuvo acompañando al ídolo adolescente Tommy Sands. En 1961 formó parte de la banda de Surf Rock, The Marketts. En la década de los 1960 se hizo conocido por su trabajo con Wrecking Crew, un prolífico grupo de músicos de sesión afincados en Los Ángeles que participaron en la grabación de una enorme cantidad de éxitos musicales durante los años 1960 y 1970. Blaine tocó la batería en numerosas grabaciones de artistas como Nancy Sinatra, Jan and Dean, Elvis Presley, John Denver, The Ronettes, Simon & Garfunkel, The Carpenters, The Beach Boys, The Grass Roots, The 5th Dimension, The Monkees, The Partridge Family o Steely Dan. Participó en la grabación de 40 números uno y de al menos 150 éxitos top ten. Es considerado como el más prolífico batería de la historia del rock, participando en más de 35 000 grabaciones discográficas.
El sonido de la batería de Hal Blaine es parte del Wall of Sound que acompaña el tema de las Ronettes, «Be My Baby», producido por Phil Spector y grabado en los Gold Star Studios. Max Weinberg escribió sobre ello, «si Hal Blaine hubiera tocado únicamente en el tema de The Ronettes "Be My Baby", su nombre todavía seguiría sonando con reverencia y respeto por el poder de sus grandes golpes». La revista Rolling Stone consideró la canción como la número 22 en la lista de las 500 mejores canciones de todos los tiempos.
En marzo de 2000, fue uno de los cinco músicos de sesión incluidos en el Salón de la Fama del Rock and Roll, Musicians Hall of Fame and Museum y del Percussive Arts Society Hall of Fame. En 2010 fue además incluido en el Modern Drummer Hall of Fame.

### Muerte
Murió de causas naturales el 11 de marzo de 2019, a la edad de 90 años en Palm Desert, California, Estados Unidos. Una declaración de su familia fue leída: «Podrá el descansar por siempre en 2 y 4» refiriendo al segundo y cuarto sonido de medición en la música. Baterista miembro como Ringo Starr y el líder de The Beach Boys Brian Wilson rindieron tributo al talento musical de Blaine. Ronnie Spector alabó a Blaine por «la magia que puso en todas nuestras grabaciones de The Ronettes».

## Galardones
Participó en seis grabaciones que fueron galardonadas con el Premio Grammy de forma consecutiva en la categoría de mejor grabación del año:
- Herb Alpert & The Tijuana Brass en 1966 por «A Taste of Honey».
- Frank Sinatra en 1967 por «Strangers in the Night».
- The 5th Dimension en 1968 y 1970 for «Up, Up and Away» y «Aquarius/Let the Sunshine In».
- Simon & Garfunkel en 1969 y 1971 por «Mrs. Robinson» y «Bridge over Troubled Water».

En 2018, recibió el Premio Grammy a toda la carrera artística por su contribución a la industria musical.

## Discografía
- 1963 "Deuces, T's, Roadsters and Drums[11]
- 1966 Drums! Drums! A Go Go[12]
- 1967 Psychedelic Percussion
- 1968 Have Fun!!! Play Drums!!![13]